# Ludwików (powiat łęczyński)
Ludwików – wieś w Polsce położona w województwie lubelskim, w powiecie łęczyńskim, w gminie Spiczyn.
W latach 1975–1998 miejscowość należała administracyjnie do województwa lubelskiego.
Wieś stanowi sołectwo gminy Spiczyn. Według Narodowego Spisu Powszechnego z roku 2011 wieś liczyła 119 mieszkańców.
Wierni Kościoła rzymskokatolickiego należą do parafii św. Anny w Kijanach.

## Części wsi
| SIMC    | Nazwa          | Rodzaj    |
| ------- | -------------- | --------- |
| 1021257 | Ludwików Dolny | część wsi |
| 1022239 | Ludwików Górny | część wsi |

## Historia
Ludwików powstał w roku 1879 z wydzielonego folwarku założonego przez Ludwika Jakobsa – stąd też nazwa miejscowości. W 1827 r. istniała na tym terenie cukrownia z osadą fabryczną wówczas w dobrach Kijany.